# Francisco Tristán Camaño
Francisco Tristán y Camaño fue un pintor español del siglo XIX.

## Biografía
Pintor, fue discípulo de la Escuela de Bellas Artes de Sevilla. En 1861 contribuyó para la rifa destinada al monumento de Murillo con un lienzo cuyo asunto era Una cacería. Durante gran número de años siguió residiendo en Sevilla consagrado a la pintura de retratos.